# Блакитний грім
«Блакитний грім» (англ. Blue Thunder) — американський бойовик 1983 року.
Френк Мерфі працює пілотом в поліції Лос-Анджелеса. Його призначають випробувати суперсучасний гелікоптер під назвою «Блакитний грім». Але Мерфі дізнається про злочинне призначення апарата і, не знайшовши розуміння у свого керівництва, вирішує самотужки викрити його замовників.

## Сюжет
Френк Мерфі — пілот відділу підтримки столичної поліції та ветеран війни у В'єтнамі. Йому призначають напарника, новачка Річарда Лаймангуда. Обоє патрулюють Лос-Анджелес уночі та допомагають поліцейським затримувати злочинців.
Мерфі обирають пілотом експериментального гелікоптера, названого «Блакитний грім». Апарат розроблений для протидії можливим широкомасштабним актам громадянської непокори під час літніх Олімпійських ігор 1984 року. Його оснащено інфрачервоними сканерами, відеокамерами, бортовим комп'ютером та ін., а також кулеметом. Під час демонстрації гелікоптер знищує всі червоні мішені («терористів»), але також багато білих («цивільних»). Замовник апарата називає це «допустимою втратою».
Коли смерть члена міської ради Діани Макнілі виявляється не просто випадковим вбивством, Мерфі потай починає власне розслідування. Мерфі підозрює причетність свого давнього ворога, колишнього полковника армії США Ф. Е. Кокрейна, що раніше називав Мерфі «непридатним» для програми. Під час випробувального польоту «Блакитного грому» Лаймангуд знаходить за запитом Мерфі інформацію в комп'ютері, з якої здогадується, що гелікоптер планується використати для встановлення диктатури. Мерфі та Лаймангуд використовують обладнання «Блакитного грому», щоб записати розмову між Кокрейном та іншими урядовцями. Але Кокрейн помічає гелікоптер, тому Лаймангуд ховає касету з записом. Після повернення додому його схоплюють, допитують, а потім убивають під час спроби втечі, обставивши це як нещасний випадок.
Мерфі викрадає «Блакитний Грім» і домовляється, щоб його дівчина Кейт забрала касету та доставила її на місцеву телестудію. Вслід за Мерфі відправляють два гелікоптера Bell 206 LAPD. Мерфі кулеметом виводить з ладу перший, а другий під час гонитви розбивається. Після цього два винищувачі F-16 ВПС Національної гвардії вилітають, щоб збити «Блакитний грім». У результаті дві ракети влучають у цивільні будівлі. «Блакитний грім» збиває один літак, але його кулемет заклинює в одній позиції. Мер міста наказує припинити операцію. В той час Кейт доставляє касету на телестудію.
Кокрейн не слухається наказу мера та сідає в гелікоптер Hughes 500, щоб убити Мерфі. Тоді Мерфі виконує мертву петлю, опиняється позаду противника і розстрілює його. «Блакитний грім» він приземлює на колію. Мерфі встигає вибратися до того, як гелікоптер протаранює поїзд.
Політиків-змовників заарештовують і починається розслідування.

## У ролях
| Актор              | Роль                    |
| ------------------ | ----------------------- |
| Рой Шайдер         | офіцер Френк Мерфі      |
| Малкольм Макдавелл | полковник Кокрейн       |
| Воррен Оутс        | капітан Джек Бреддок    |
| Кенді Кларк        | Кейт                    |
| Деніел Стерн       | офіцер Річард Лайменгуд |
| Пол Роублінг       | Айслан                  |
| Девід Шайнер       | Флетчер                 |
| Джо Сантос         | Монтойя                 |
| Ед Бернард         | сержант Шорт            |
| Джейсон Бернард    | мер                     |
| Маріо Мачадо       | грає самого себе        |
| Джеймс Муртаг      | Альф Г'юітт             |
| Пет МакНамара      | Матусек                 |
| Джек Мердок        | Кресс                   |
| Кліффорд А. Пеллоу | Аллен                   |
| Пол Ламберт        | Холмс                   |
| Філ Фельдман       | полковник Коу           |
| Джон Гарбер        | механік                 |
| Ентоні Джеймс      | Гранделіус              |
| Джон Бедем         | телережисер             |